# Nationalisme roumain

Premier drapeau du peuple roumain (1848).

Drapeau des Principautés unies de Moldavie et de Valachie (1862–1866).

Drapeau actuel du peuple roumain (depuis 1866).

Drapeau de la Roumanie (depuis 1880).

Drapeau de la Moldavie (depuis 1991).

Drapeau des roumanophones de Serbie.

Drapeau du peuple aroumain (XXe siècle).

Le nationalisme roumain existe sous deux formes qui peuvent s'entremêler : un nationalisme selon le droit international et le droit du sol qui concerne les citoyens et les territoires de la Roumanie ou de la Moldavie en tant que nations et patries à préserver et promouvoir, et un nationalisme selon la langue et le droit du sang qui concerne les Roumains en tant que groupe ethnique, culturel et historique, quelles que soient les divisions politiques et les États ayant dominé cette nation,.
Le nationalisme roumain émerge à la fin du XVIIIe siècle sous l'influence des Lumières, se développe à travers les révolutions de 1784, de 1821 et de 1848, avec la renaissance culturelle roumaine du XIXe siècle, pour aboutir en 1918, à la faveur de la dislocation des Empires austro-hongrois et russe, à la « Grande Union » des territoires majoritairement habités par des Roumains sous le nom de « Grande Roumanie »,.
Pendant l'« Entre-deux-guerres », le Carlisme roumain manifeste une version modérée de nationalisme bourgeois, tandis que dans les années 1930, l'organisation violente de la « Garde de Fer » incarne une radicalisation identitaire, xénophobe et antisémite. Cela aboutit en 1940 à la création de l'« État national-légionnaire » puis, jusqu'en 1944, à la Shoah en Roumanie.
Sous le régime communiste de Roumanie, le nationalisme, réputé « bourgeois et fasciste », est d'abord réprimé par la République populaire roumaine qui pratique l'« internationalisme prolétarien  d'obédience soviétique, puis il est recyclé et réutilisé par la République socialiste de Roumanie adoptant, sous la présidence de Nicolae Ceaușescu, une posture « national-communiste » et isolationniste dont est issu un influent mouvement protochroniste qui perdure après la chute des régimes communistes en Europe.
Pendant et depuis la dislocation de l'URSS, en république de Moldavie, le nationalisme roumain structuré au sein du mouvement unioniste en Moldavie et Roumanie cherche à sortir ce pays de la sphère d'influence russe, s'opposant ainsi au nationalisme russe qui, pour sa part, cherche à l'y maintenir; quant au nationalisme ukrainien, jusqu'en 2014 il poursuivait le même objectif que le russe, ensuite il est devenu neutre, et depuis 2022 il s'oppose aux pro-russes et soutient le rapprochement de la Moldavie avec l'Union européenne,.
Les historiens modernes, surtout austro-hongrois, allemands, russes et soviétiques affirment à la suite d'Ernest Gellner que le nationalisme roumain n'a pas « exprimé », mais « généré » l'identité roumaine dans un processus analogue au Risorgimento générant l'identité italienne, et l'associent, dans des contextes polémiques, à une forme de fascisme, voire de nazisme.